# Rahimahulah
Rahimahulah (arabsko رَحِمَهُ ٱللَّٰهُ, latinizirano: raḥimahu llāh, dob. 'Naj bo bog usmiljen z njim') je fraza, ki se pogosto uporablja po omembi pravičnih muslimanov, ki so živeli po Mohamedovih družabnikih. Omemba pokojnega učitelja, voditelja ali učenjaka ali sorodnika, znanega po dobroti in pobožnosti, lahko sledi molitev za milost zanj. Enakovredna fraza za ženske je rahimahalah (arabsko رَحِمَهَا ٱللَّٰهُ, latinizirano: raḥimahā -llāh).